# 菊川 (墨田區)
菊川（日语：／ Kikukawa */?）是東京都墨田區的地名。郵遞區號130-0024。

## 地理
菊川位在墨田區西南部，屬本所地域，也是墨田區最南端。北鄰立川，東至大橫川，對岸為江東橋與江東區住吉，南與西接森下。町域南側是墨田區-江東區境。町域西起為菊川一丁目、二丁目，三目通以東為三丁目。

## 歷史
江戶時代初期稱為本所南橫堀。原紅葉山御掃除之者的拜領町屋敷，1683年（天和3年）成為青山代地，稱青山六軒町，南橫堀由中間、小人拜領。1696年（元祿9年）改稱菊川町。1764年（明和元年）起長谷川宣以居住在現在的三丁目，後為遠山景元的下屋敷。
菊川町町域原是沿大橫川，南北細長，1933年（昭和8年）進行區劃整理，西側德右衛門町、林町一部分併入，北部改屬豎川（現立川），形成東西狹長的町域。1967年（昭和42年）實施住居表示。

### 地名由來
源自町西方的河川名。

## 交通
鐵路
- 都營地下鐵新宿線 菊川站

巴士
町內有「菊川站前」、「菊川一丁目」、「菊川三丁目」巴士站，以下路線由東京都交通局運行。
- 業10系統（三目通）
- 錦11系統（新大橋通）
- 東20系統（三目通，新大橋通）

道路
- 東京都道、千葉縣道50號東京市川線（新大橋通）
- 東京都道319號環狀三號線（三目通）

橋梁
- 大横川
  - 菊川橋（新大橋通）

## 設施
- 墨田區立中和小學校

## 備註
1. ↑  墨田区世帯人口現況8月分[]

## 外部連結
- 墨田區官方網站 （页面存档备份，存于）